# Muse (centre commercial)
Pour les articles homonymes, voir Muse.
Muse [myz] est un centre commercial de Metz de 37 000 m2 doté d'une résidence et de bureaux situé à proximité du Centre Pompidou-Metz.

## Localisation
Il se situe entre le parc de la Seille et la gare, à proximité immédiate du Centre Pompidou-Metz.

## Historique
Le projet a été lancé en 2009, alors que la construction du Centre Pompidou-Metz s'achevait. Pour la mairie, le but est de « créer une destination complémentaire au pôle culturel en drainant une nouvelle clientèle régionale de touristes dans ce secteur facile d’accès, car situé juste à la sortie de la gare ». Il met à profit une ancienne zone ferroviaire qui a été dépolluée.
Il est ouvert depuis le 21 novembre 2017. Sa construction est réalisée dans le cadre de l'opération d'aménagement du quartier de l'Amphithéâtre. Le chantier a commencé le 15 juillet 2015 et a été réalisé par GTM-Hallé, filiale régionale de Vinci Construction France.
Si le centre commercial est le principal bâtiment, l'ensemble du projet comprend aussi des bureaux, des logements et une résidence pour personnes âgées. C'est un nouveau quartier qui émerge,, avec une cohabitation qui s'organise entre ces différents composants,.
Le gros œuvre a été fini en juillet 2016. Son inauguration s'est tenue le 21 novembre 2017 en présence de l'architecte Jean-Pierre Viguier, du président de Metz Métropole Jean-Luc Bohl et du maire de Metz, Dominique Gros.

## Coût
Muse a coûté au total 330 millions d'euros dont la moitié environ pour le centre commercial : 160 millions pour le centre commercial, 120 millions pour les logements, bureaux, résidence, et 50 millions pour les travaux preneurs. Le centre est géré par la foncière commerciale Apsys,. Le financement est 100 % privé.

## Transports
Muse est desservi par plusieurs lignes du Met':
M A  M B  arrêt Centre Pompidou-Metz - Muse
L 5  et N 83  arrêt Centre Pompidou-Metz - Muse
L 5  arrêt Muse
La gare Metz-TGV et la gare routière se situent également à moins de 300 m du centre commercial.